# Enginyeria quàntica

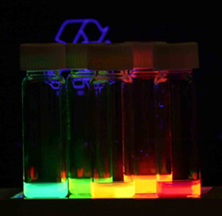
Punts quàntics col·loïdals irradiats amb llum UV. Els punts quàntics de diferents mides emeten llum de color diferent a causa del confinament quàntic.

L'enginyeria quàntica és el desenvolupament de tecnologia que capitalitza les lleis de la mecànica quàntica. Aquest tipus d'enginyeria utilitza la mecànica quàntica per desenvolupar tecnologies com sensors quàntics i ordinadors quàntics.
Els dispositius que es basen en efectes mecànics quàntics com ara làsers, ressonàncies magnètiques i transistors han revolucionat moltes àrees de la tecnologia. S'estan desenvolupant noves tecnologies que es basen en fenòmens com la coherència quàntica i en els avenços aconseguits durant el segle passat en la comprensió i control dels sistemes a escala atòmica. Els efectes mecànics quàntics s'utilitzen com a recurs en noves tecnologies amb aplicacions de gran abast, incloent sensors quàntics i noves tècniques d'imatge, comunicació segura (Internet quàntica) i computació quàntica.
Història
El camp de la tecnologia quàntica va ser explorat en un llibre de 1997 de Gerard J. Milburn. Després va ser seguit per un article de 2003 de Milburn i Jonathan P. Dowling, i una publicació separada de David Deutsch el mateix any.
L'aplicació de la mecànica quàntica va ser evident en diverses tecnologies. Aquests inclouen sistemes làser, transistors i dispositius semiconductors, així com altres dispositius com les imatges de ressonància magnètica. El Laboratori de Ciència i Tecnologia de Defensa del Regne Unit (DSTL) va agrupar aquests dispositius com a "quantum 1.0" per diferenciar-los del que va anomenar "quantum 2.0". Aquesta és una definició de la classe de dispositius que creen, manipulen i llegeixen activament els estats quàntics de la matèria mitjançant els efectes de la superposició i l'entrellat.
A partir del 2010, diversos governs han establert programes per explorar tecnologies quàntiques, com el Programa Nacional de Tecnologies Quàntiques del Regne Unit, que va crear quatre "centres" quàntics. Aquests centres es troben al Centre de Tecnologies Quàntiques de Singapur i QuTech, un centre holandès per desenvolupar un ordinador quàntic topològic. L'any 2016, la Unió Europea va presentar el Quantum Technology Flagship, un megaprojecte de 1000 milions d'euros i de 10 anys de durada, de mida similar als projectes insígnies de les tecnologies emergents i del futur europeu anteriors. El desembre de 2018, els Estats Units van aprovar la National Quantum Initiative Act, que proporciona un pressupost anual de mil milions de dòlars EUA per a la investigació quàntica. La Xina està construint la instal·lació de recerca quàntica més gran del món amb una inversió prevista de 76.000 milions de iuans (uns 10.000 milions d'euros). El govern indi també ha invertit 8.000 milions de rupies (aproximadament 1.020 milions de dòlars EUA) durant 5 anys per impulsar les tecnologies quàntiques en el marc de la seva Missió Quàntica Nacional.
En el sector privat, les grans empreses han fet múltiples inversions en tecnologies quàntiques. Organitzacions com Google, els sistemes D-wave i la Universitat de Califòrnia Santa Barbara han format associacions i inversions per desenvolupar tecnologia quàntica.

## Història
El camp de la tecnologia quàntica va ser explorat en un llibre de 1997 de Gerard J. Milburn. Després va ser seguit per un article de 2003 de Milburn i Jonathan P. Dowling, i una publicació separada de David Deutsch el mateix any.
L'aplicació de la mecànica quàntica va ser evident en diverses tecnologies. Aquests inclouen sistemes làser, transistors i dispositius semiconductors, així com altres dispositius com les imatges de ressonància magnètica. El Laboratori de Ciència i Tecnologia de Defensa del Regne Unit (DSTL) va agrupar aquests dispositius com a "quantum 1.0" per diferenciar-los del que va anomenar "quantum 2.0". Aquesta és una definició de la classe de dispositius que creen, manipulen i llegeixen activament els estats quàntics de la matèria mitjançant els efectes de la superposició i l'entrellat.
A partir del 2010, diversos governs han establert programes per explorar tecnologies quàntiques, com el Programa Nacional de Tecnologies Quàntiques del Regne Unit, que va crear quatre "centres" quàntics. Aquests centres es troben al Centre de Tecnologies Quàntiques de Singapur i QuTech, un centre holandès per desenvolupar un ordinador quàntic topològic. L'any 2016, la Unió Europea va presentar el Quantum Technology Flagship, un megaprojecte de 1000 milions d'euros i de 10 anys de durada, de mida similar als projectes insígnies de les tecnologies emergents i del futur europeu anteriors. El desembre de 2018, els Estats Units van aprovar la National Quantum Initiative Act, que proporciona un pressupost anual de mil milions de dòlars EUA per a la investigació quàntica. La Xina està construint la instal·lació de recerca quàntica més gran del món amb una inversió prevista de 76.000 milions de iuans (uns 10.000 milions d'euros). El govern indi també ha invertit 8.000 milions de rupies (aproximadament 1.020 milions de dòlars EUA) durant 5 anys per impulsar les tecnologies quàntiques en el marc de la seva Missió Quàntica Nacional.
En el sector privat, les grans empreses han fet múltiples inversions en tecnologies quàntiques. Organitzacions com Google, els sistemes D-wave i la Universitat de Califòrnia Santa Barbara han format associacions i inversions per desenvolupar tecnologia quàntica.

## Aplicacions

### Comunicacions segures
La comunicació segura quàntica és un mètode que s'espera que sigui "segur quàntic" en l'arribada dels sistemes de computació quàntica que podrien trencar els sistemes de criptografia actuals mitjançant mètodes com l'algoritme de Shor. Aquests mètodes inclouen la distribució de clau quàntica (QKD), un mètode de transmissió d'informació utilitzant llum entrellaçada de manera que qualsevol intercepció de la transmissió sigui evident per a l'usuari. Un altre mètode és el generador de nombres aleatoris quàntics, que és capaç de produir nombres realment aleatoris a diferència dels algorismes no quàntics que simplement imiten l'aleatorietat.

### Informàtica
S'espera que els ordinadors quàntics tinguin una sèrie d'usos importants en camps de la informàtica com l'optimització i l'aprenentatge automàtic. Potser són més coneguts per la seva capacitat esperada per dur a terme l'algorisme de Shor, que es pot utilitzar per factoritzar grans nombres i és un procés important en la seguretat de les transmissions de dades.

### Sensors
S'espera que els sensors quàntics tinguin una sèrie d'aplicacions en una gran varietat de camps, com ara sistemes de posicionament, tecnologia de comunicació, sensors de camp elèctric i magnètic, gravimetria així com àrees geofísiques de recerca com l'enginyeria civil i la sismologia.